# Singer Building
El Singer Building o Singer Tower, ubicado en el cruce entre Liberty Street y Broadway, en el Distrito Financiero del Lower Manhattan, fue un rascacielos histórico de oficinas de 47 pisos terminado en 1908 que albergaba la sede de la Singer Corporation. Fue el edificio más alto del mundo entre 1908 y 1909. Fue demolido en 1968, junto con el City Investing Building adyacente, donde ahora se localiza el One Liberty Plaza. Con su demolición, se convirtió en el edificio más alto jamás destruido, y ocupa hoy el cuarto puesto en esta lista, detrás del Union Carbide Building

## Construcción e historia temprana

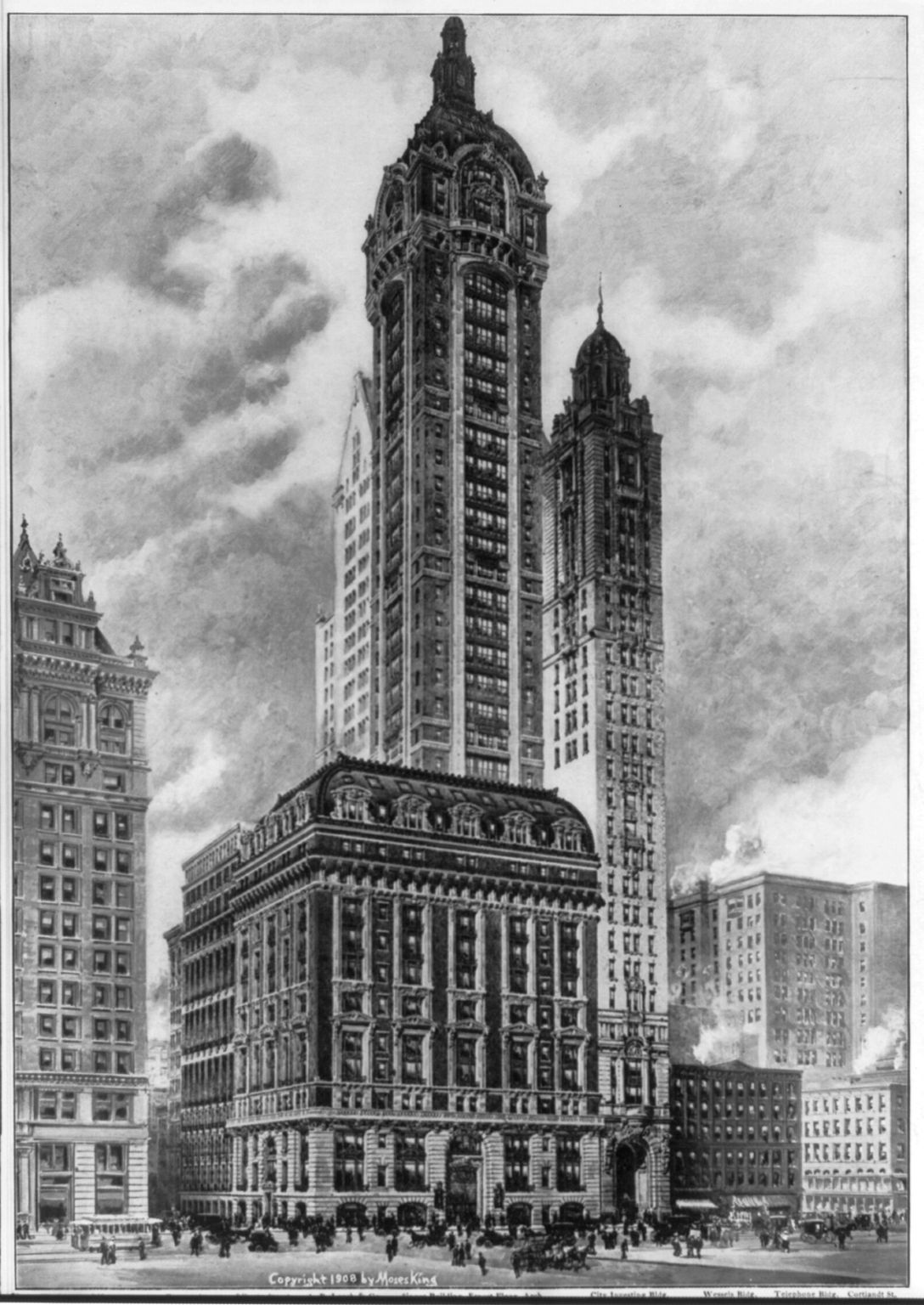
Vista frontal del Singer Building

El edificio fue encargado por Frederick Bourne, jefe de la Singer Corporation, quien contrató a Ernest Flagg, un exponente del estilo arquitectónico Beaux Arts. Flagg había diseñado también la sede anterior de la compañía en 561 Broadway, entre Prince Street y Spring Street -actualmente el barrio de SoHo-, que llamaban el "Little Singer Building" después de que se terminó el nuevo edificio. Los planos fueron preparados por George W. Conable (1866–1933).
Flagg creía que los edificios de 10 o 15 plantas de alto debían ser apartados de la calle, de manera que la torre ocupase solamente una cuarta parte del terreno. La base de 12 pisos del edificio ocupaba el ancho terreno colindante con la calle, mientras que la torre era relativamente estrecha. Los pisos de la torre eran cuadrados de solo 19,8 metros de lado.
El crítico en arquitectura Christopher Gray escribió en 2005 en el New York Times:
El vestíbulo tenía la cualidad del "resplandor celestial" vista en las ferias y exposiciones arquitectónicas mundiales del momento, como el autor Mardges Bacon describió en 1986 en su monografía "Ernest Flagg" (Architectural History Foundation, MIT Press). Un bosque de columnas de mármol que se elevaba hasta una serie de pequeñas cúpulas de delicado yeso, y Flagg decoró las columnas con astrágalos de bronce. En la parte superior de las columnas se situaban una serie de grandes medallones de bronce, que fueron alternativamente decorados con el monograma de la empresa Singer, bastante inventivo, con una gran aguja, hilo y una bobina.
Con 187 metros de altura, el Singer Building fue el edificio más alto del mundo desde 1908 hasta la finalización en 1909 del Metropolitan Life Tower de 213 metros, ubicado en el cruce entre la Calle 23 y la Avenida Madison, en Manhattan. Antes del Singer Building, sin embargo, el Park Row Building de 30 pisos y 119 metros, completado en 1899, fue el edificio más alto de la ciudad de Nueva York, manteniendo brevemente el título de "Edificio de oficinas más alto del mundo" hasta que fue superado en 1901 por el Ayuntamiento de Filadelfia, con 167 m de altura incluyendo la estatua. La ley de urbanismo de rascacielos, promulgada en 1916 a instancias de Flagg, incorporó muchas de sus ideas para los contratiempos en edificios altos.

## Historia tardía y demolición
En 1961, Singer vendió el edificio y se movió posteriormente al Rockefeller Center. El edificio fue adquirido por la constructora William Zeckendorf, quien buscó fracasadamente que la Bolsa de Nueva York se trasladase ahí. En 1964 U.S. Steel compró el rascacielos, juntamente con el edificio vecino City Investing Building, para su demolición. En la década de los 60, el edificio no fue rentable debido a sus reducidas dimensiones interiores. La torre contenía solamente 390 m² por cada piso, comparados con los 3 400 m² por piso del edificio que lo sustituyó, el U.S. Steel Building (actualmente conocido como One Liberty Plaza).
Aunque Nueva York había creado recientemente la Comisión para la Preservación de Monumentos Históricos, en 1967, cuando la demolición comenzó, el Singer Building era considerado como uno de los edificios más icónicos de la ciudad, no recibió la designación de Monumento Histórico, que hubiese evitado la demolición. Alan Burnham, director ejecutivo de la comisión, dijo en agosto de 1967 que si el edificio tenía que ser considerado como Monumento Histórico, la ciudad tenía que buscar un comprador o adquirirlo. La demolición comenzó en agosto de 1967 y fue completada al año siguiente. En ese momento, fue el edificio más alto jamás destruido, hasta los atentados del 11 de septiembre de 2001, cuando el World Trade Center colapsó. El Singer Building es actualmente el tercer edificio más alto destruido, pero sigue siendo el más alto en el cual su demolición fue anticipada.

## Galería

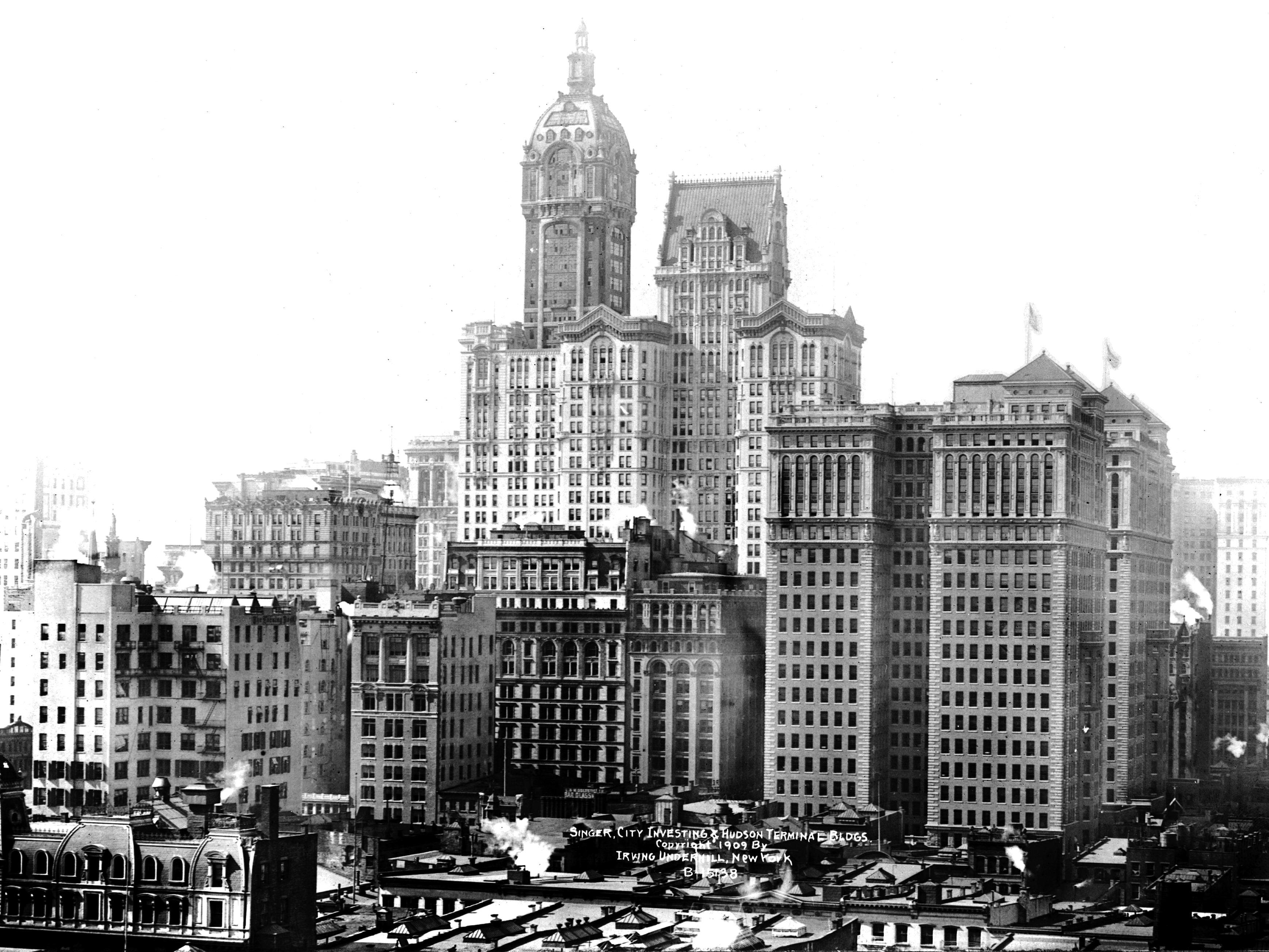
Vista del Singer Building y la Hudson Terminal.
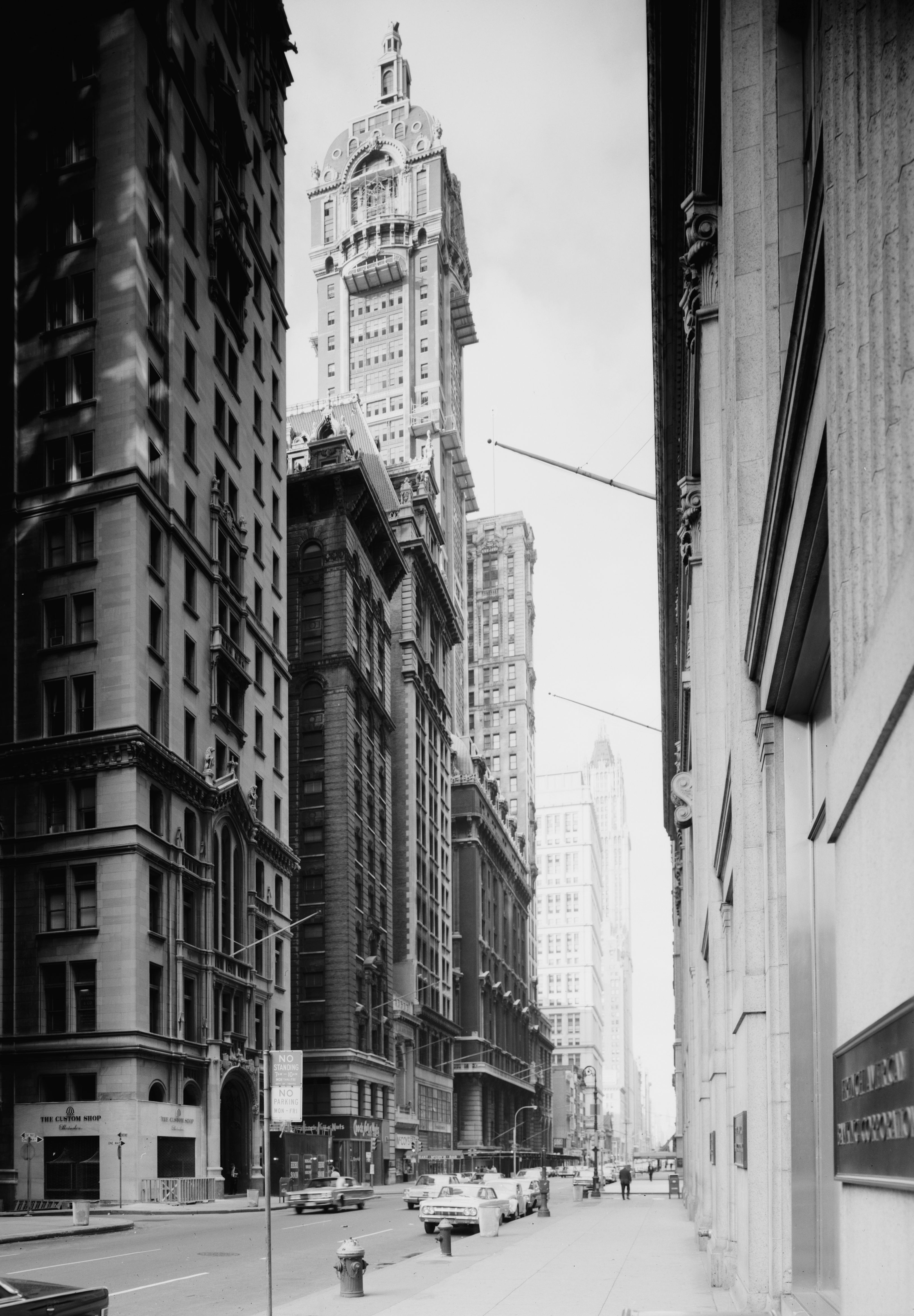
El edificio visto desde Broadway.
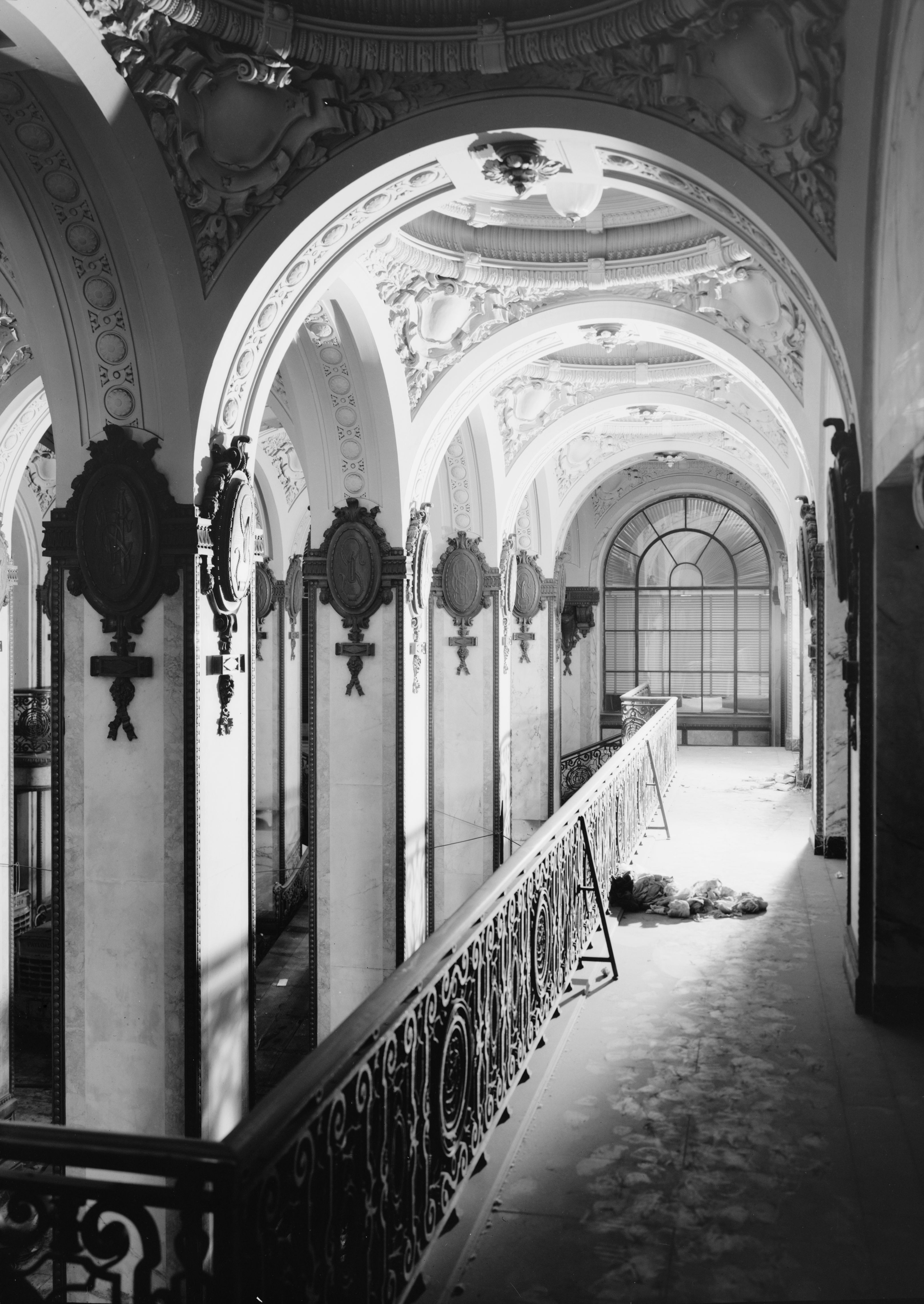
El interior de uno de los pasillos.